# Heiner Zarnack
Heiner Zarnack (* 1951) ist ein ehemaliger deutscher Basketballtrainer und -funktionär. Er war Trainer des BC Johanneum Hamburg in der 2. Basketball-Bundesliga und in der Basketball-Bundesliga Sportdirektor des Vereins.

## Laufbahn
Zarnack trat 1963 dem BC Johanneum bei, ab 1965 leitete er Spiele als Basketball-Schiedsrichter. Er bestand 1971 sein Abitur an der Gelehrtenschule des Johanneums. Als Spieler stieg er 1979 mit der Mannschaft des BC Johanneum in die 2. Basketball-Bundesliga auf. Während er hauptberuflich als Gymnasiallehrer für Sport, Latein und Geografie tätig war, hatte er jahrelang das Traineramt beim BC Johanneum Hamburg inne. Beim Zweitliga-Aufstieg 1983 leitete er die Basketball-Erwachsenenabteilung des Vereins und war gemeinsam mit Helmut Richter Trainer der Mannschaft und betreute die Hamburger auch in der 2. Bundesliga. In der Saison 1985/86 stieg er mit dem BC Johanneum aus der 2. Bundesliga ab. In der Regionalliga baute er unter anderem durch die Einbindung von Nachwuchsspielern eine neue Mannschaft auf. Er war vorerst bis zu seinem Rücktritt im Juni 1991 Trainer beim BC Johanneum.
Ab 1994 war er wieder Trainer des Vereins. 1995 führte Zarnack, der auch während der Spiele mit Vorliebe Holzschuhe trug, die Mannschaft als Trainer zum Aufstieg in die 2. Basketball-Bundesliga. Darüber hinaus wirkte er an der Universität Hamburg als Lehrbeauftragter und Kursleiter. Laut eigener Aussage im August 1996 wollte Zarnack „dem Basketball in Hamburg zu ähnlicher Popularität wie in den USA zu verhelfen“. 1997 gewann BCJ unter seiner Leitung die Meisterschaft in der 2. Liga Nord, verpasste in der Relegationsrunde allerdings den Aufstieg in die Basketball-Bundesliga. Im Februar 1998 trat Zarnack als Trainer der Hamburger zurück. Zu jenem Zeitpunkt lag die von ihm betreute und vor der Saison erheblich verstärkte Mannschaft in der 2. Bundesliga auf dem dritten Rang. Ihm sei es nicht gelungen, „dem Team meine Vorstellungen zu vermitteln“, begründete er seinen Schritt. Er wurde BCJ-Sportdirektor, trug in diesem Amt zum Erstligaaufstieg 1999 bei und gestaltete auch die folgende Bundesligazeit (1999 bis 2001) der Hamburger mit. Nach dem Abstieg war er in der Saison 2001/02 ebenfalls Sportdirektor. Zarnack übernahm im Laufe seiner Basketballtätigkeit ebenfalls Aufgaben beim Hamburger Basketball-Verband, war für den Verband in der Trainerausbildung beschäftigt, bekleidete das Amt des Lehrwarts, des Jugendkassenwarts und des Geschäftsstellenleiters. Des Weiteren war er Mitglied mehrerer Ausschüsse. Dem Spielausschuss saß er vor.
Nach dem Ausscheiden aus dem Schuldienst wurde er selbständig als Berater für „Selbstpräsentation in Prüfungssituationen“ und Rhetorik tätig. Dem Basketballsport blieb er unter anderem als Stammzuschauer der Hamburg Towers verbunden.